# Criotettix telifera
Criotettix telifera is een rechtvleugelig insect uit de familie doornsprinkhanen (Tetrigidae). De wetenschappelijke naam van deze soort is voor het eerst geldig gepubliceerd in 1871 door Walker.
1. ↑  (en) Criotettix telifera op de IUCN Red List of Threatened Species.